# إسماعيل أبو داوود
ولد الشيخ إسماعيل بن علي بن سليمان بن داود بن علي أبو داود عام 1917م بمدينة جدة بالمملكة العربية السعودية. درس في مدارس الفلاح بجدة ليتخرج منها عام 1933 كان شهبندر التجار فيها مدى حياته. أي أنه كان رئيس مجلس إدارة الغرفة الصناعية التجارية بجدة حتى وفاته عام 2005م الموافق 1425هـ.

## أعماله الخاصة
وهو الذي أنشأ ساعة التحلية بجدة ومن ثم أهداها لبلدية جدة وكان الشيخ إسماعيل أبو داود رئيسا لمجلس إدارة 6 شركات تجارية وصناعية كبيرة أربع في جدة واثنتان في الدمام وهي:
- 1. شركة إسماعيل أبوداود التجارية المحدودة بجدة.
- 2. شركة الصناعات الحديثة بالدمام.
- 3. شركة المنتجات الحديثة بجدة.
- 4. شركة محمد علي أبوداود وشركاه للصناعات المحدودة بجدة.
- 5. شركة المنظفات الوطنية المحدودة بالدمام.
- 6. شركة الاستثمارات الحديثة بجدة

### وظائف شغلها
- رئيس الاتحاد العام لغرف التجارة والصناعة والزراعة للبلاد العربية.
- رئيس اتحاد الغرف التجارية الصناعية بدول الخليج العربية.
- رئيس الغرفة التجارية الصناعية بجدة.
- رئيس مجلس الغرف السعودية.
- رئيس مجلس إدارة بنك الرياض.
- رئيس مجلس إدارة الشركة السعودية التركية القابضة للاستثمار.
- عضو مجلس إدارة شركة الراجحي المصرفية للاستثمار[1]

إنشاء نادي جدة الأدبي، ومكتبة جدة، ودارالايتام والعجزة، في مكة المكرمة، والمدينة المنورة، وغرفة التجارة والصناعة الإسلامية، حيث ترئس مجلس ادارتها سنة 1994 م، ومركز تأهيل شباب جدة، حيث درب في حدود، خمسين الف شاب سعودي للعمل في القطاع الخاص، طوال فترة حياته.

## وفاته
توفي في جدة عن عمر يناهز 88 عاما ونقل جثمانه بطائرته الخاصة إلى المدينة المنورة. وصُليَّ عليه صلاة العصر في المسجد النبوي الشريف ودفن في مقابر البقيع غرقد بالمدينة.